# MV Agusta F3 675
MV Agusta F3 675 – włoski motocykl sportowy produkowany przez firmę MV Agusta od 2011 roku.

## Dane techniczne/Osiągi
Silnik: R3
Pojemność silnika: 675 cm³
Moc maksymalna: 128 KM/14400 obr./min
Maksymalny moment obrotowy: 71 Nm/10600 obr./min
Prędkość maksymalna: 260 km/h
Przyspieszenie 0–100 km/h: 3,6 s